# Cyclopicina toyoshioae
Cyclopicina toyoshioae – gatunek widłonoga z rodziny Cyclopicinidae. Opisał go w 2016 roku zespół zoologów: Susumu Ohtsuka, Hayato Tanaka i Geoffrey Allan Boxshall. Miejsce typowe znajduje się u północnych wybrzeży japońskiej wyspy Kiusiu.